# A legelő hősei
A legelő hősei (eredeti cím: Home on the Range) 2004-ben bemutatott amerikai 2D-s számítógépes animációs western-filmvígjáték, amely a 45. Disney-film. Az animációs játékfilm írója és rendezője Will Finn és John Sanford, producere Alice Dewey, zeneszerzője Alan Menken és Glenn Slater. A mozifilm a Walt Disney Pictures és a Walt Disney Feature Animation gyártásában készült, a Buena Vista Pictures forgalmazásában jelent meg.
Az Amerikai Egyesült Államokban 2004. április 2-án, Magyarországon 2004. július 29-én mutatták be a mozikban.
Magyarországon ez volt az utolsó olyan Disney film, amit az InterCom forgalmazásában jelent meg a mozikban, mielőtt 2005-től a Fórum Hungary kezdte forgalmazni.

## Cselekmény
A vadnyugaton játszódó filmben egy békés farm lakói egy nap értesítést kapnak, miszerint kilakoltatják őket, mivel a gazda özvegyasszony birtokát 750 dolláros jelzálog terheli. Az özvegy sajnos képtelen törleszteni az adósságát.
A bocik, attól való félelmükben, hogy eladják őket a közeli húsfeldolgozó üzemnek, azaz hamarosan egy vágóhídon kötnek ki, a vezér-marha, Mrs. Calloway irányítása alatt nekiállnak kiötleni a pénz visszafizetésének járható útját. Csatlakozik hozzájuk Buck, a család lova, aki régen egy "segélyvadász" tulajdona volt, így van egy nagyszerű terve, hogyan tudnák megmenteni a farmot. Hallotta ugyanis, hogy a közeli városban egy Girnyó Dalton nevű veszélyes marhatolvaj garázdálkodik, akinek éppen 1000 dolláros vérdíj van kitűzve a fejére. Így hát a kis farm "állati" csapata elindul, hogy elfogják a bűnözőt, ezzel megmentsék az otthonukat és az életüket.